# Кетрін Бурдекін
Кетрін Бурдекін (23 липня 1896 , Дербішир  — 10 серпня 1963 , Саффолк ) (уроджена Кетрін Пенелопа Кейд) — британська письменниця, яка писала у жанрі спекулятивної фантастики, пов'язаної з соціальними та духовними питаннями.Молодша сестра Ровени Кейд — засновницітеатру Мінак у Корнуоллі . Кілька її романів можна віднести до феміністської утопії/антиутопії. Також писала під іменем Кей Бурдекін і під псевдонімом Мюррей Константін . Дафна Патаї розгадала справжню особу «Мюррея Константіна», досліджуючи утопічну та антиутопічну фантастику в середині 1980-х років.

## Ранній життєпис
Кетрін Бурдекін народилася 1896 року в Спондоні, графство Дербішир в Англії. Вона була наймолодшою з чотирьох дітей Чарльза Кейда. Її родина жила в Дербі багато років, і Джозеф Райт з Дербі був одним із її пращурів. Здобула освіту в гувернантки в їхньому домі, The Homestead, а пізніше в Челтнемському жіночому коледжі . Маючи допитливий розум та будучи завзятою читачкою, вона хотіла навчатися в Оксфорді, як і її брати, але батьки не дозволили цього. У 1915 році Кетрін вийшла заміж за олімпійського весляра та адвоката Бофорта Бурдекіна. У шлюбі народилося дві доньки — Кетрін Джейн (нар. 1917) та Гелен Ежені (нар. 1920). Сім'я переїхала до Австралії, де Кетрін Бурдекін почала писати. Її перший роман, Anna Colquhoun, був опублікований у 1922 році Шлюб розпався того ж року, і вона повернулася до своєї сестри в Minack Head в Корнуоллі. У 1926 році Кетрін Бурдекін зустріла Ізобель Аллан-Бернс, з якою зав'язала стосунки на все життя.

## Письменницька кар'єра

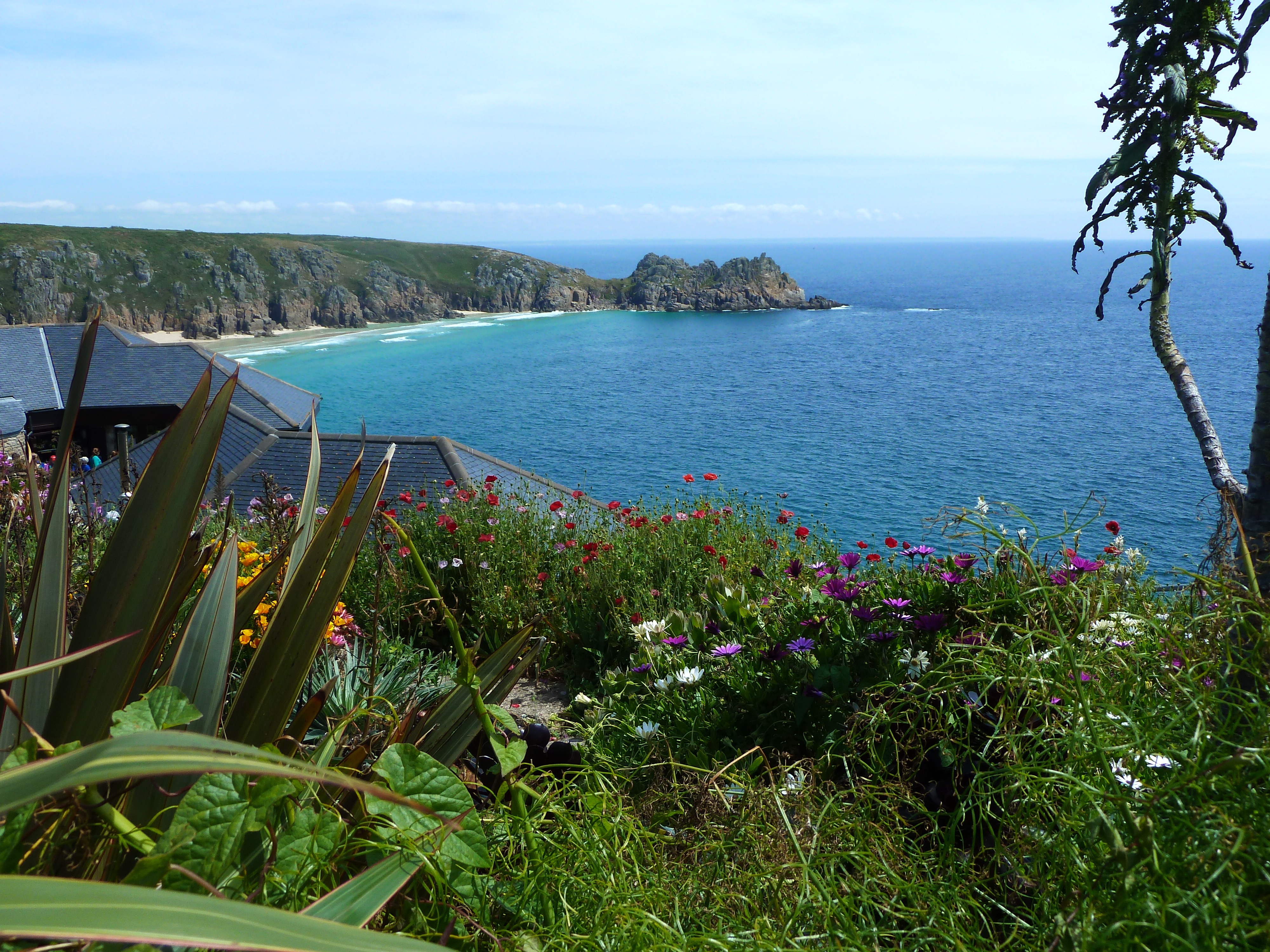
Вид біля голови Мінак, де Бурдекін жила зі своїм партнером, матір'ю та сестрою

Бурдекін написала кілька романів протягом 1920-х років, але пізніше вона вважала «Пристрасть повстанців» (1929) своїм першим зрілим твором. І The Burning Ring, і The Rebel Passion — це фантазії про подорожі в часі. У 1930-х роках вона написала тринадцять романів, шість з яких були опубліковані. Її партнер описує, як широке читання Бурдекіна передувало періоду тиші на кілька днів. Тоді вона, здається, віддалася письменництву, і писала цілеспрямовано, доки це не було завершено. Здавалося, вона не планувала, і кожна книга була завершена протягом шести тижнів.
У 1934 році Кетрін Бурдекін почала використовувати псевдонім Murray Constantine. Політичний характер і різка критика фашизму в її романах нібито надихнули її прийняти псевдонім, намагаючись захистити свою сім'ю від можливих ризику та нападів. Справжня особистість «Мюррея Костянтина» стала відомою лише через деякий час після смерті Бурдекін.
«Горда людина» (1934) використовує прибуття гості -гермафродита з майбутнього, щоб критикувати гендерні ролі 1930-х років. Того ж року опубліковано «Диявол, бідний диявол!» — сатиричне фентезі про те, як сучасний раціоналізм підриває владу диявола .
Найвідоміший роман Бурдекін «Ніч свастики» опублікований у 1937 році під псевдонімом Мюррей Костянтин і перевиданий у 1985 році в Англії та США. Аналізуючи роль чоловіків у фашистській ідеології авторка у «Ночі свастики» зображує майбутнє, в якому світ буде розділений між двома мілітаристськими державами: нацистами та японцями . Ця антиутопія, яка розгортається на сотні років у майбутньому, представляє безплідний, вмираючий нацистський рейх, у якому євреї давно знищені, християни маргіналізовані, а Гітлера шанують як Бога. Панує «культ маскулінності», і відбулося «зменшення кількості жінок»: позбавлених усіх прав, жінок утримують у концтаборах, їхня єдина цінність полягає в їхніх репродуктивних ролях. У своїй збірці есе "Бажання та емпатія в антиутопічній літературі ХХ століття " Томас Горан стверджує, що Бердекін вводить соціально-політичне просвітництво, етику та надію через «дивне бажання». "Ніч свастики " описують як «новаторську феміністичну критику». Роман має разючу подібність до роману «1984» Оруелла, опублікованого більш ніж десятиліттям пізніше: минуле було знищено, а історія переписана, мова спотворена, існує лише кілька книг, окрім пропаганди, і таємна книга є єдиним свідком того, що минуле.
«Ніч свастики» була вибрана Клубом лівої книги в 1940 році — один із небагатьох творів художньої літератури, який отримав таку честь. Бурдекін передбачала Голокост і розуміла небезпеку, яку представляє мілітаризована Японія, тоді як більшість людей у її суспільстві все ще підтримували політику умиротворення. Пацифіст, відданий комуністичним ідеалам, Бурдекін відмовилася від пацифізму в 1938 році через переконання, що з фашизмом потрібно боротися.
У 1938 році у Кетрін Бурдекін був період депресії. Її подруга Маргарет Л. Голдсміт намагалася допомогти, надавши їй дослідницький матеріал про Марію Антуанетту . Результатом цього став історичний роман «Венера в Скорпіоні», написаний у співавторстві Голдсміт та Бурдекін (як «Мюррей Костянтин»).
Після закінчення Другої світової війни Кетрін Бурдекін написала ще шість романів, але жоден не був опублікований за її життя. Ці романи також відображають її феміністичну прихильність, яка, однак, дедалі більше набувала духовного спрямування. Один із неопублікованих рукописів Бурдекін, The End of This Day's Business, побачив свят завдяки The Feminist Press у Нью-Йорку в 1989 році. Він є аналогом «Ночі свастики» і передбачає віддалене майбутнє, в якому усім правлять жінки, а чоловіки позбавлені всієї влади. Такі погляди Бурдекін також було піддано критиці; вона мала терпіння до того, що вона називала «скасуванням привілеїв», і прагнула до майбутнього, в якому саме панування буде нарешті подолано.
Авторка також написала кілька дитячих книжок, у тому числі «Дитяча країна» . До публікації в США вона називалася Святого Іоанна . За сюжетом книги хлопчик та дівчинка потрапляють у чарівний світ, де діти сильніші за дорослих.
Кетрін Бурдекін померла в 1963 році. Зі зростанням інтересу до жіночої утопічної літератури в останні кілька десятиліть її творчість стала об'єктом значної уваги науковців. Більшість ранньої інформації про неї отримано з досліджень Дафни Патаї.